# Rivière Cascade
Die Rivière Cascade ist ein Fluss im Nordwest-Zipfel der Insel Mahé der Seychellen.

## Geographie
Die Rivière Cascade ist einer der Quellbäche, die im Mare aux Cochons (Schweinetümpel) im Distrikt Bel Ombre, im Gebiet des Morne-Seychellois-Nationalparks, entspringen. Nur etwa 500 m weiter östlich auf der anderen Seite des Mare aux Cochons entspringt die Rivière Mare aux Cochons, in welchen die Rivière Cascade nach  einem Verlauf von ca. 3 km mündet. Die Rivière Cascade verläuft von einer kleinen Ebene am Fuße des Mont Le Niol zunächst nach Westen und windet sich im Zickzack zwischen den Felsformationen nach Süden und mündet kurz vor Port Launay in die Rivière Mare aux Cochons.